# 1900

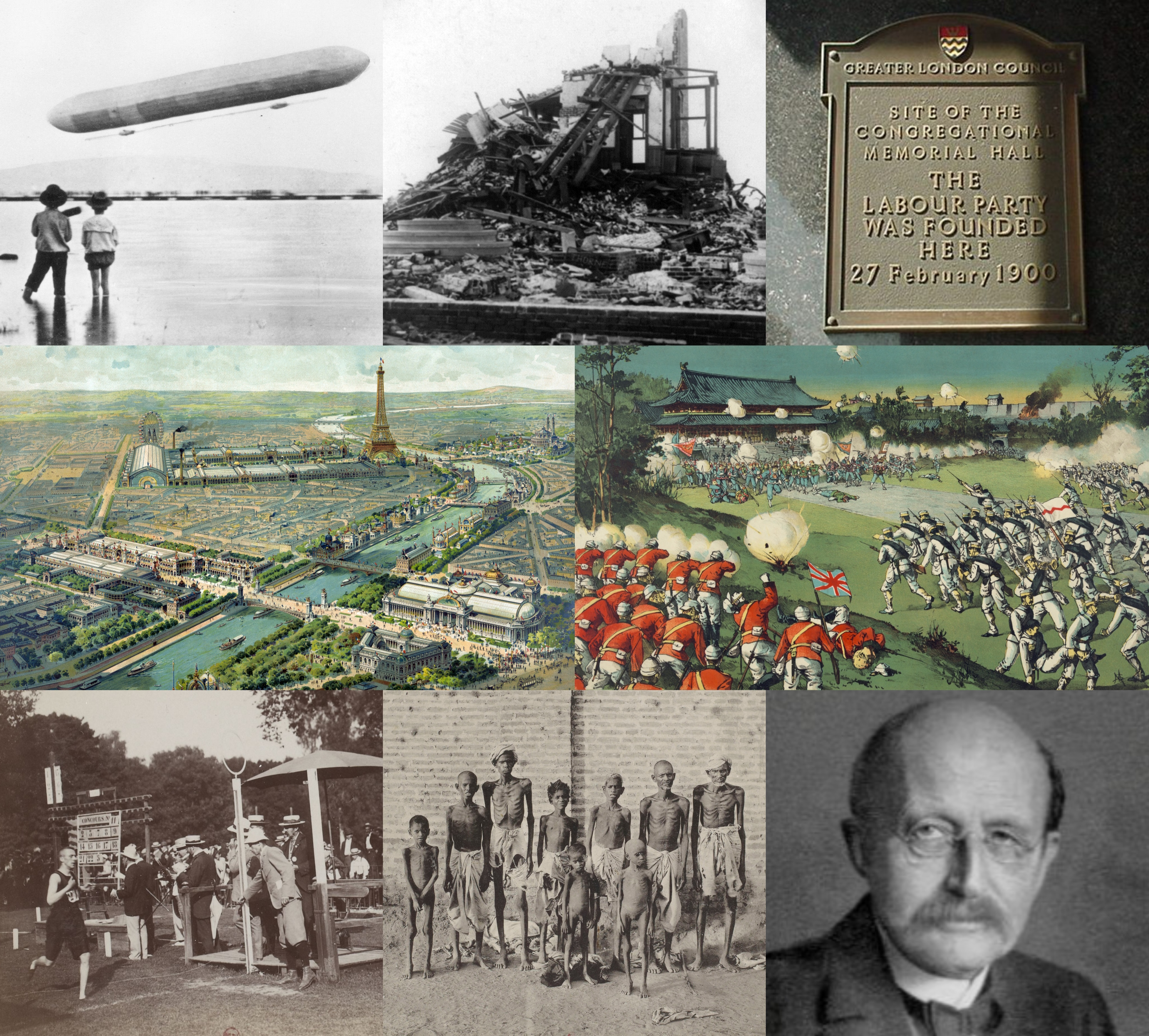

1900 (MCM) là một năm thường bất bình thường bắt đầu vào Thứ hai của lịch Gregory và là một năm nhuận bắt đầu vào Thứ Bảy của lịch Julius, năm thứ 1900 của Công nguyên hay của Anno Domini, the năm thứ 900  của thiên niên kỷ 2, năm thứ 100 và cuối cùng của thế kỷ 19, và năm thứ  1   của thập niên 1900. Tính đến đầu năm 1900, lịch Gregory bị lùi sau 12 ngày trước lịch Julius, và vẫn sử dụng ở một số địa phương đến năm 1923. 

## Sự kiện

### Tháng 1
- 25 tháng 1: Đức thành lập hạm đội hải quân.

### Tháng 2
- 13 tháng 2: Quân Anh xâm nhập biên giới Vân Nam.

### Tháng 3
- 14 tháng 3:
  - Hugo de Vries, nhà thực vật học khám phá lại định luật di truyền của Mendel.
  - Đạo luật Gold Standard được phê chuẩn, đặt đô la Mỹ lên bản vị vàng.[1]

### Tháng 6
- 14 tháng 6: Hawaii chính thức thuộc về Hoa Kỳ.
- 15 tháng 6: Phong trào Nghĩa Hòa Đoàn vây đánh Bắc Kinh.
- 17 tháng 6: Liên quân tám nước công chiếm pháo đài Đại Cát.
- 18 tháng 6: Xảy ra chính biến Khang Tử.
- 21 tháng 6: Nhà Thanh tuyên chiến với liên quân.

### Tháng 7
- 13 tháng 7: Liên quân tám nước đánh chiếm Thiên Tân.

### Tháng 8
- 14 tháng 8: Liên quân tám nước tiến quân vào Bắc Kinh.
- 15 tháng 8: Từ Hy thái hậu và vua Quang Tự trốn khỏi Bắc Kinh.

### Tháng 9
- 5 tháng 9: Pháp đánh chiếm Chadeleuf.

### Tháng 10
- 11 tháng 10: Lý Hồng Chương đến Bắc Kinh đàm phám với liên quân tám nước.

### Tháng 11
- 6 tháng 11: William McKinley được bầu lại làm Tổng thống Hoa Kỳ.

### Tháng 12
- 7 tháng 12: Max Planck khám phá ra định luật về phát xạ vật đen.
- 27 tháng 12: Emily Hobhouse, nhà hoạt động nhân quyền người Anh đến Cape Town, Nam Phi.

## Sinh
- 19 tháng 3 - Frédéric Joliot-Curie, nhà vật lý người Pháp (mất 1958)
- 7 tháng 10 - Heinrich Himmler, chỉ huy Đức Quốc xã (mất 1945)
- 8 tháng 11 - Margaret Mitchell, nhà văn Hoa Kỳ (mất 1949)
- 3 tháng 12 - Richard Kuhn, nhà hóa học người Áo đoạt Giải Nobel Hóa học năm 1938 (mất 1967)
- Không rõ - Dương Văn Dương, Thiếu tướng Việt Nam Dân chủ Cộng hòa (mất 1946)

## Mất
- 29 tháng 7 - Umberto I, vua Ý (bị ám sát) (sinh 1844).
- 30 tháng 11 - Oscar Wilde, nhà văn người Ireland (sinh 1854)